# Sacrifice (2011)
 (octobre 2024).
Si vous disposez d'ouvrages ou d'articles de référence ou si vous connaissez des sites web de qualité traitant du thème abordé ici, merci de compléter l'article en donnant les références utiles à sa vérifiabilité et en les liant à la section « Notes et références ».
Sacrifice (2011) est un événement pay-per-view de catch produit par la Total Nonstop Action Wrestling (TNA), qui a eu lieu le 15 mai 2011 dans le TNA Impact! Zone à Orlando, en Floride. Il s'agit du septième événement dans la chronologie Sacrifice.

## Contexte

### Le ppv et la TNA
Les spectacles de la Total Nonstop Action Wrestling en paiement à la séance sont constitués de matchs aux résultats prédéterminés par les scénaristes de la TNA. Ces rencontres sont justifiées par des storylines - une rivalité avec un catcheur, la plupart du temps - ou par des qualifications survenues dans les émissions de la TNA telles que TNA Xplosion et TNA Impact!. Tous les catcheurs possèdent un gimmick, c'est-à-dire qu'ils incarnent un personnage face (gentil), heel (méchant) ou tweener (neutre, apprécié du public), qui évolue au fil des rencontres. Un pay-per-view comme Sacrifice est donc un évènement tournant pour les différentes storylines en cours.

### Storlyne en cours
Le Champion de la TNA Sting a eu la chance de choisir son adversaire grâce à sa victoire a Lockdown 2011 et il a choisi Rob Van Dam.
Le Championne des Knockouts de la TNA Mickie James, a décidé une stipulation pour le match car Madison Rayne en avait mis une a Lockdown. Elle a choisi, de mettre le contrat de Tara qui l'a lie officiellement a Madison Rayne, mais vu qu'elles ont des tensions en ce moment, Mickie a choisi cette stipulation.
Chyna fera équipe et son premier match a la TNA avec Kurt Angle contre les Jarrett Familly car Mick Foley, le gars de Network, l'a organisé

### Matches de la soirée

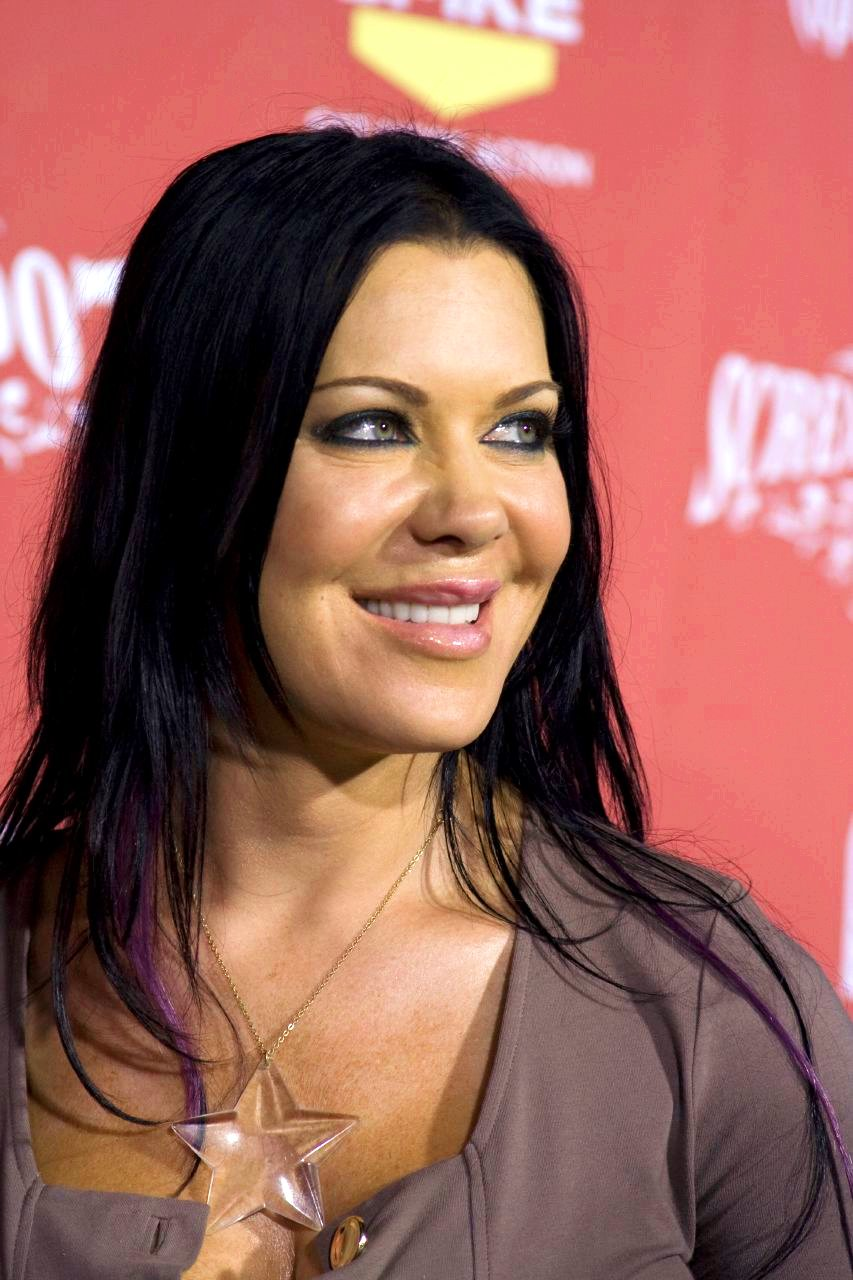
Début de Chyna a Impact!

| # | Matches | Stipulations                                                                | Temps |
| - | --- | --------------------------------------------------------------------------- | ----- |
| 1 | Sting (c) déf. Rob Van Dam                                                                                     | Match pour le Championnat du monde poids lourds de la TNA                   | 12:43 |
| 2 | Kurt Angle et Chyna déf. Jeff Jarrett et Karen Jarrett                                                         | Tag Team Mixte Match                                                        | 10:19 |
| 3 | Kazarian (c) déf. Max Buck pour conserver le Championnat de la X Division de la TNA                            | Match pour le Championnat de la X Division de la TNA                        | 11:21 |
| 4 | Crimson déf. Abyss                                                                                             | Match Simple                                                                | 10:43 |
| 5 | Beer Money, Inc. déf. Matt Hardy et Chris Harris pour conserver les Championnats du monde par équipe de la TNA | Match Simple par équipe pour les Championnats du monde par équipe de la TNA | 13:51 |
| 6 | Mexican América (Hernandez et Anarquia) déf. Ink Inc                                                           | Match Simple par équipe                                                     | 9:39  |
| 7 | Mickie James déf. Madison Rayne pour conserver le Championnat féminins des Knockouts de la TNA                 | Match Tara vs le Championnat féminins des Knockouts de la TNA               | 6:57  |
| 8 | Tommy Dreamer déf. A.J Styles                                                                                  | Match Sans disqualification ni decomptes exterieur                          | 13:04 |
| 9 | Brian Kendrick déf. Robbie E                                                                                   | Match Simple                                                                | 6:41  |

1. ↑  « canoe.ca… »(Archive.org • Wikiwix • Archive.is • Google • Que faire ?)